# Azepin
Azepin je nezasićeno sedmočlano heterociklično jedinjenje sa jednim atomom azota. Atom azota je u poziciji prstena 1. Prsten sadrži tri dvostruke veze.